# Тени (фильм, 1953)
«Тени» — советский полнометражный цветной художественный фильм-спектакль, поставленный на киностудии «Ленфильм» в 1953 году режиссёрами Николаем Акимовым и Надеждой Кошеверовой по одноимённой пьесе Салтыкова-Щедрина.
Пьеса, написанная Салтыковым-Щедриным в 1865 году, была найдена и впервые опубликована в 1914 году и тогда же единственный раз поставлена — в версии, допущенной цензурой. Подлинный текст «Теней» был опубликован только в 1935 году, а потом не публиковался вплоть до 1954 года. Пьеса вновь вышла из печати лишь после того, как в 1953 году была поставлена на сцене в Ленинграде Н. П. Акимовым, а затем, с большим успехом пройдя в других театрах, экранизирована.

## Роли исполняют
Артисты Ленинградского государственного театра им. Ленсовета
- Валентин Лебедев — Клаверов
- Владимир Петров — Бобырев
- Галина Короткевич — Софья Александровна, жена Бобырева
- Вера Будрейко — Ольга Дмитриевна, мать Софьи
- Юрий Бубликов — Набойкин
- Анатолий Абрамов — Свистиков
- Александр Гюльцен — князь Тараканов (молодой)
- Овсей Каган — Обтяжнов
- Евгений Гвоздев — Нарукавников
- В. Фомичёв — мсьё Апрянин
- Дмитрий Бессонов — мсьё Камаржинцев
- Владимир Таскин — князь Тараканов (старый)
- Алексей Розанов — курьер
- Александр Эстрин — парикмахер
- Берта Виноградова — Клара (в титрах не указана)

## Съёмочная группа
- Постановка — Николая Акимова, Надежды Кошеверовой
- Операторы — Моисей Магид, Лев Сокольский
- Художники — Николай Акимов, Белла Маневич
- Композитор — Дмитрий Толстой
- Звукооператор — Илья Волк
- Комбинированные съёмки:
Оператор — Михаил Покровский
Художник — Михаил Кроткин
- Монтаж — Александр Ивановский
- Директор картины — Моисей Генденштейн

Николай Акимов, как постановщик спектакля по которому снимался фильм, вспоминал:
Перевод театрального спектакля на язык кино совершается в разных случаях по-разному… существует несколько течений. Особенно контрастны две крайние точки зрения: протокольное заснятие спектакля, так, как он виден из середины зрительного зала, и свободное создание фильма на материале пьесы.
Мы убеждены, что истина расположена посередине, что необходимо, сохраняя общий режиссёрский рисунок спектакля, свободно переводить его на язык кинематографа и, … выходить за пределы театральной декорации. Опыт показал, что возможно и допустимо полное изменение мизансцены при точном сохранении внутреннего решения, психологического рисунка сцены и отдельных образов.

Этого, как нам кажется, удалось добиться. Несмотря на огромное количество изменений — введение ряда пантомимных сцен, выход на улицы старого Петербурга, — сохранены все принципы режиссёрского решения, понимание, трактовка пьесы и её образов, достигнутые в процессе театральной постановки.